# Calitys scabra
Calitys scabra es una especie de coleóptero de la familia Trogossitidae.

## Distribución geográfica
Habita en Europa y Estados Unidos.